# Sune Lindqvist

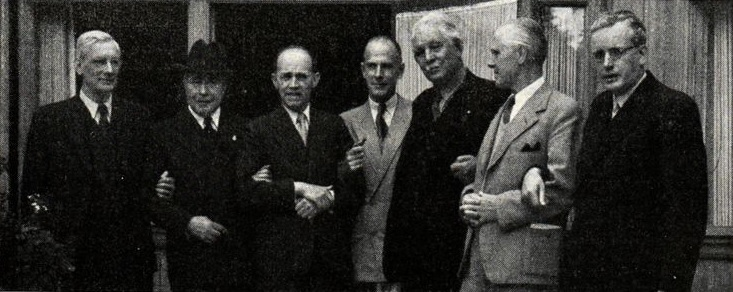
Från den internationella arkeolog- och konsthistorikerkonferensen i Visby 1945. Professor Sune Lindqvist längst till vänster.

Sune Lindqvist, född 20 mars 1887 i Eskilstuna, död 23 mars 1976, var en svensk arkeolog. 

## Biografi
Sune Lindqvist var son till läroverksläraren Carl Axel Lindqvist och Hermannia Brambeck. Åren 1910–1927 var han amanuens vid Vitterhetsakademien, det vill säga i praktiken vid Statens Historiska Museum. Lindqvist disputerade vid Uppsala universitet 1916 på en avhandling om den helige Eskils biskopsdöme. Därefter utsågs han till docent i nordisk och jämförande fornkunskap vid Stockholms högskola. Han var sedan professor i arkeologi vid Uppsala universitet åren 1927–1952, och Värmlands nations inspektor till 1949. Han efterträddes på professuren av Mårten Stenberger.
Lindqvist är känd för utgrävningen av Ottarshögen och hans genomgång av fynden från och stratigrafin i Uppsala högar, publicerade 1936, samt en monografi om Gotlands bildstenar från 1942. Tillsammans med seminariet i nordisk fornkunskap vid Uppsala universitet utvecklade han nya utgrävningsmetoder i arbetet med båtgravarna vid Valsgärde. 
Lindqvist anklagades under 1990-talet för att ha haft nazistiska sympatier. Arkeologen Magnus Alkarp som forskat kring den nazityska infiltrationen av den svenska arkeologin menar att detta är felaktigt. Lindqvist var en varm tyskvän, men antinazist. Våren 1940 blev han den ledande gestalten i ett informellt nätverk som motarbetade det nazistiska flyktingspionaget i Uppsala. Han gömde åtskilliga judiska och politiska flyktingar på olika platser i Sverige, främst i Värmland och Dalarna, men också i sitt hem, vilket man uppmärksammade i Berlin.
Lindqvist var ledamot av Humanistiska vetenskapssamfundet i Uppsala, Vitterhetsakademien, Gustav Adolfs Akademien, Vetenskapssocieteten i Uppsala och Danske Videnskabernes Selskab i Köpenhamn.
Han gifte sig 1919 med Ingeborg Wilcke, dotter till kommendörkapten Eric Wilcke och Hanna Andersson.

## Tryckta skrifter
- Sune Lindqvist. Tryckta skrifter 1909-1962 förtecknade av Marie-Louise Bachman. Uppsala 1962, 30 sidor.